# Chengshizong
Le Chengshizong (ch. trad. : 成實宗 ; ch. simp. : 成实宗 ; py : Chéng shí zōng) ou école Chengshi, parfois aussi appelée école (du) Satyasiddhi, est une école bouddhiste chinoise fondée au Ve siècle.

## Histoire
Sengdao et Sengsong, deux disciples de Kumārajīva, créèrent l’école après que leur maître eut traduit le Satyasiddhiśāstra (ch. trad. : 成實論 ; ch. simp. : 成实论 ; py : Chéng shí lùn) de Harivarman, un traité qui était l’objet d’étude du Chengshizong.
Parfois confondu avec le Sanlun, il fut critiqué par cette école, en particulier par Falang et Jizang à la fin du VIe siècle. Le Chengshi finit par disparaître.
Hyegwan l’introduisit en 625 au Japon où il prit le nom de Jōjitsu-shū.